# Seises

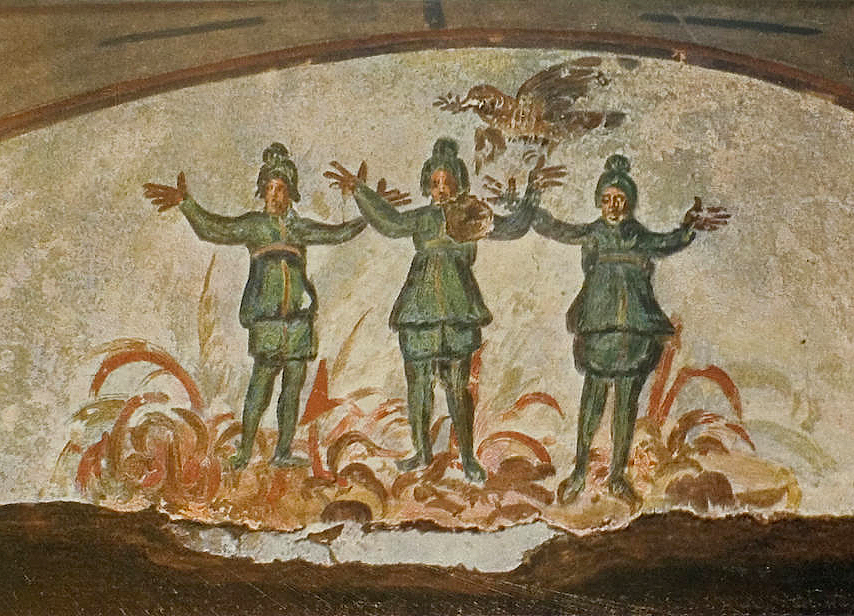
Catacumbes Priscylla, de la 3a centúria, a Roma

Seises és un cor de nens o mossos de cor. L'origen es remunta als principis del cristianisme i s'ha de veure segons alguns estudiosos, en els primers acòlits que en unió dels lectors ostiaris ajudaven als sacerdots a practicar d'amagat en les catacumbes romanes les cerimònies del culte. De l'existència d'aquest nens acòlits, hi ha testimonis escrits de la tercera centúria de la nostra era.
Alguns autors suposen que els nens cantors, nens cantorencs, com se'ls anomenava durant tota l'Edat Mitjana, que, vestits d'àngels i coronats de roses, ballaven i cantaven davant l'Arca del Sagrament en les festes eucarístiques, i que després reberen a Sevilla i Toledo el nom de seises per ser sis els que actuaven en determinades cerimònies del culte, foren coneguts en l'època dels gots, raó per la qual l'infanta-da toledana degué tindre una major antiguitat que la de Sevilla, on potser portà la institució Ferran III de Castella una vegada realitzada la conquesta d'aquesta ciutat, i on encara perdura la institució, sinó amb el luxe i esplendor de temps passats, amb el degut respecte i una direcció artística curosa en extrem, que fa de l'actuació dels seises una de les notes més destacades i pintoresques en els solemnes cultes de l'Octava de Corpus i de la Immaculada en l'esplendorosa basílica hispalense.

## Seises sevillans

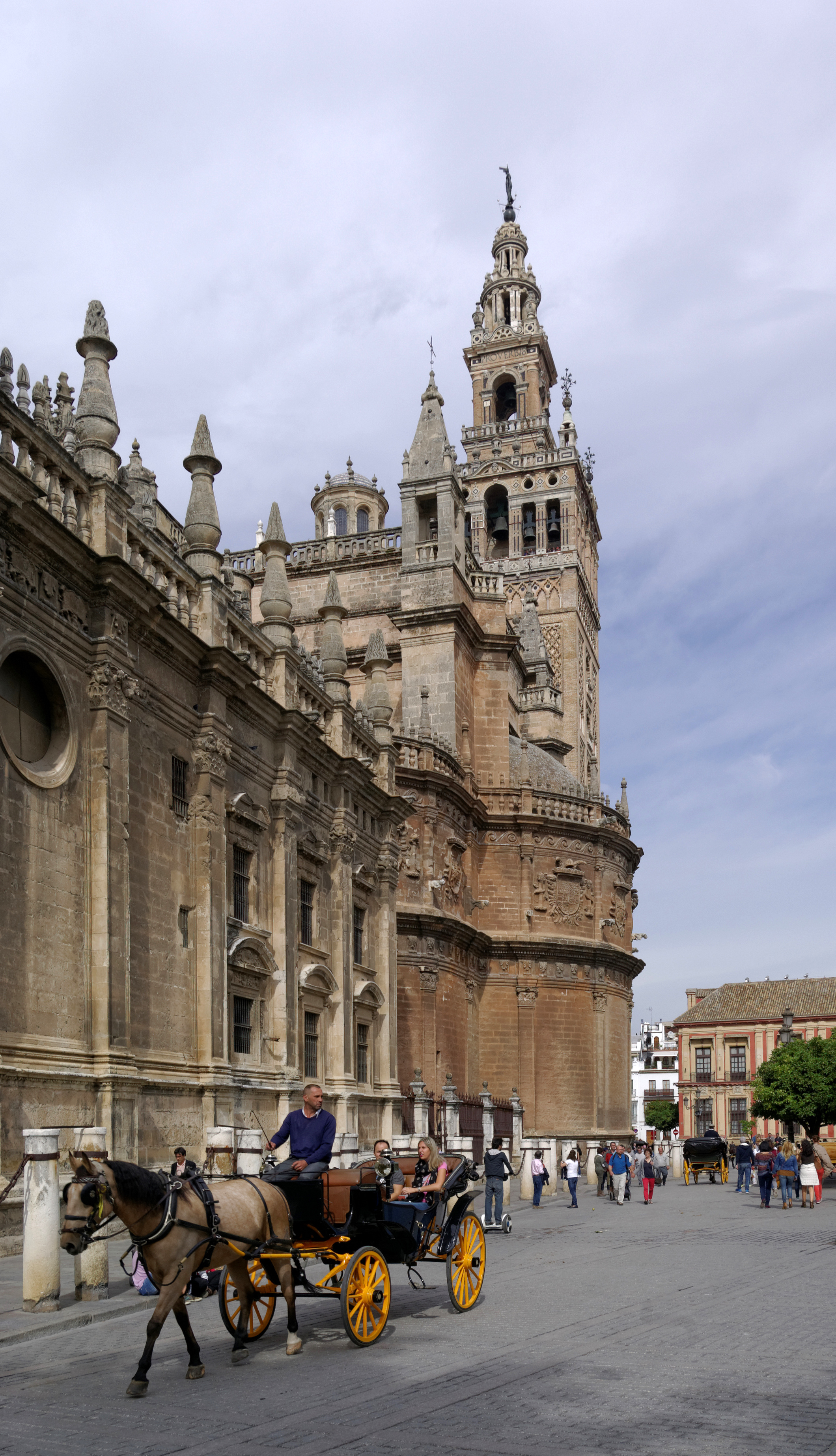
Catedral de Sevilla amb el campanar (La famosa Giralda) al fons

Els seises rebien antigament esmerçada educació musical i literària en el Col·legi San Miguel d'aquesta ciutat; però en disminuir les rendes eclesiàstiques amb la supressió dels delmes, es limita l'ensenyança a la primària, la música i lectura llatina. En les festes referides, i en el Tríduum de Carnestoltes, s'augmenta el nombre de seises fins a deu. Canten villancets i motets acompanyats per la capella música i el repic de les castanyoles, executant ingènues danses davant el Santíssim. La música que executen generalment fou composta per Hilarón Eslava, autor del famós Miserere. El vestit es compon d'un graciós baquero de domàs amb gal·ló d'or, que s'ajusta al cos per una faixa de seda blanca; calces curta de domàs blanc i mitges i sabates també de color blanc. El barret, qua ha substituït a la corona de roses dels cantors eucarístics, i que conserven posat durant el ball, és rodó, amb l'ala graciosament aixecada per davant i adornat amb plomes. A les mans porten petits cròtals que fan sonar rítmicament al compàs de la dansa o de la figura executada.
És en conjunt i en detall una cerimònia d'extraordinària bellesa, en la qual l'art i la literatura han trobat sempre motius d'inspiració. Moltes vegades ha estat portada al llibre i al quadre de ball dels seises sevillans, per artistes espanyols i estrangers, sent una de les representacions més conegudes i afortunades en els temps moderns el llenç de Gonzalo Bilbao.

## Seises toledans

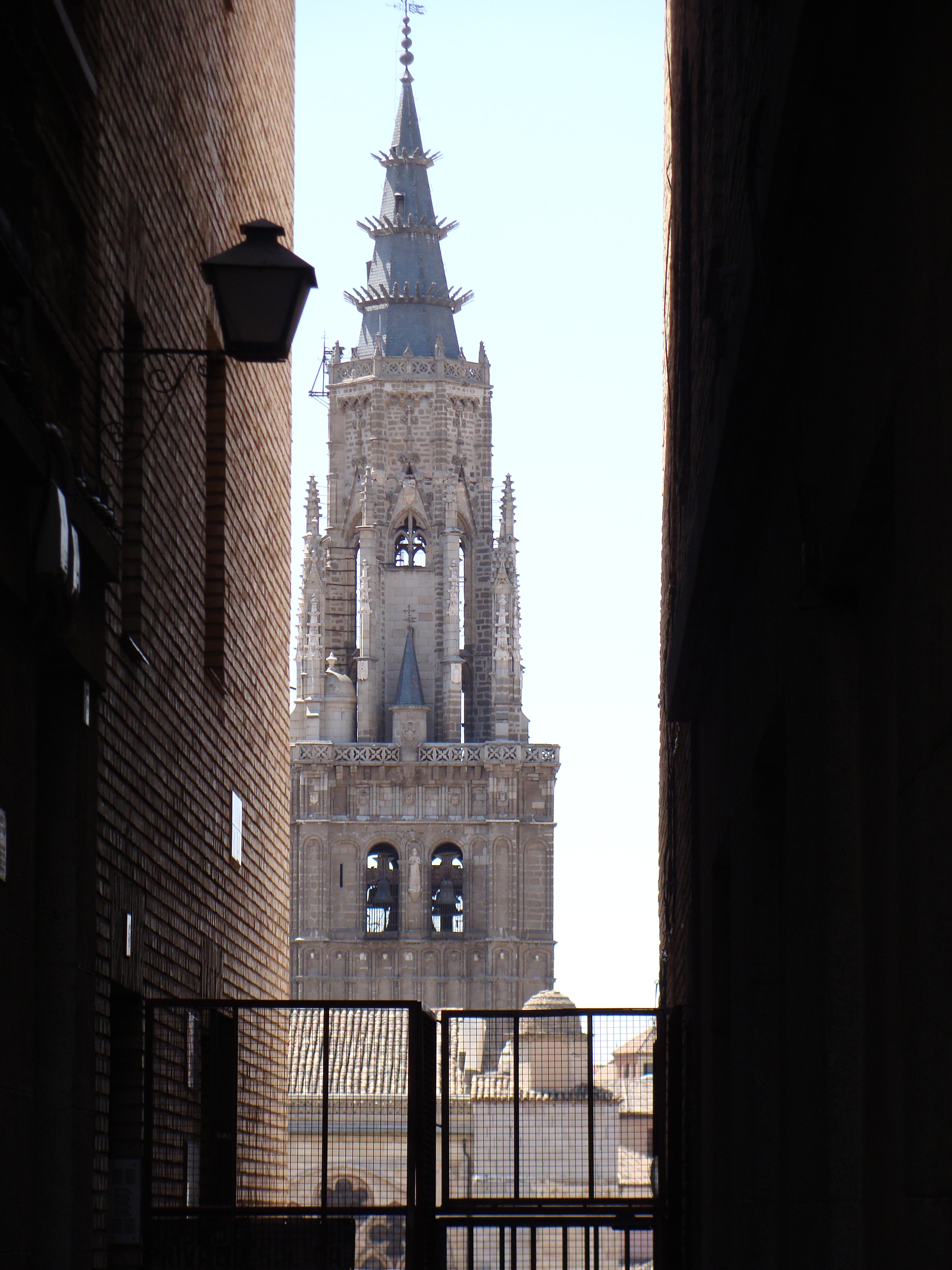
Catedral de Toledo

Els seises de Toledo actuaven el dia de Nadal, del Corpus Christi, i el del la Verge d'Agost; en les recepcions dels reis, prínceps i de prelats, i en tota ocasió de goig nacional, havent gaudit de gran notorietat, la qual antiguitat com a nens cantaires, actuants en la Litúrgia, a Espanya es remunta a l'època dels gots, amb el que venent a ser els precursors de totes les institucions similars en diverses basíliques espanyoles.
Aquest infantons tingueren una participació molt activa en el ritu visigot-mossàrab, sent una nota en extrem pintoresca i commovedora, de la seva intervenció, certs cants i danses especials, d'origen molt remot, entre els quals destacava pel seu caràcter i ambient els anomenats Cant i dansa de la Sibil·la i Dansa dels Pastors, i que deixaren de celebrar-se, després d'una pràctica secular, el 1866. A principis del segle xx es feren gestions perquè amb motiu de la celebració del setè centenari de la col·locació de la primera pedra de la catedral de toledana es tornessin a executar les danses mossàrabs de referència.
Els seises d'aquesta catedral no ballen, per tant, es limiten a cantar. Són set en nombre i altres tants els acòlits. Alternant en el cant cada dia i en tota festivitat de l'església primada, amb la capella música, en els Misereres de Dimecres i Dijous Sant, en els re-divendres que segueixen a la Setmana Santa i en els cultes que el Capítol dedica al Sant Crist de la Vega, antiga basílica de Santa Leocadia, També prenent alguna part al present en el cant del ritu mossàrab que es continua conservant en la capella del mateix nom, en la Catedral, i que fou fundada pel cardenal Jiménez de Cisneros. L'escola dels seises toledans la creà el cardenal Silíceo el 1545. Dotada amb 2.000 ducats de renda, portà el nom de Schola Musicae Puerorum, essent dedicada pel seu il·lustre fundador a Nostra Senyora la Verge Maria. D'aquesta institució, que encara realitza el fi pel qual fou establerta, han sortit músics notables, entre ells els mestres toledans Guillermo Cereceda, Francisco Sanz, Gabino Moraleda, tenor de la Capella Reial, i Jacinto Guerrero.
Per acabar, els seises toledans tenien com a vestuari ordinari, des de l'any de la conquesta (1085) fins al segle xvi, l'hàbit talar negra i la sobrepellís blanca, amb el qual assistien als oficis divins en el temple, i per les danses de la Sibil·la i dels Pastors usaven vestits pels oficis divins la sotana de baieta vermella amb cua i sobrepellís ordinaria.

## Documentació, vers elsseises
Juan José Bueno, en un document articulat sobre els seises, en La Ilustración Católica (Madrid, 28 de febrer de 1880), al·ludeix a una tradició segons la qual cert arquebisbe de Sevilla volgué suprimir els balls dels seises per creure'ls impropis del decoro i reverència deguts a l'august Sagrament. Amb aquest motiu es diu que el Capítol noliejar un vaixell i envià a Roma als seises amb el mestre de capella, per a provar al Pontífex Romà (davant del qual executaren llurs danses) que aquestes i els vestits no desdeien de la solemne gravetat del culte catòlic.
Potser aquest viatge es va fer (afegeix el citat autor) quan s'instituïren els seises o, tal vegada, pels anys de 1690, quan regia la diòcesi Jaime de Palafox i Cardona, celebèrrim per haver entaulat contra el Capítol multitud de plets relatius a l'exercici de la jurisdicció i a matèries litúrgiques.
Aquell prelat tingué gran empenyorament en suprimir les danses que en el seu temps costejava l'Ajuntament de Sevilla i que s'executaven en la professó de Corpus Christi. És versemblant que els escrúpols del prelat s'estenguessin als balls dels seises, ja que en la Consulta que el Capítol feu al mestre de cerimònies en la citada època, aquests estaven compresos.
Segons afirmen d'altres, la consulta tingué per objecte deliberar envers si els seises havien o no de ballar amb el barretet posat, davant del Santíssim Sagrament, i afegeixen que el Capítol impetrà amb feliç èxit un privilegi de Roma perquè els nens cantaires ballessin d'aquella manera, i no manca qui assegura que la gràcia fou limitada al temps que duressin les peces de la vestimenta dels seises en l'època de la concessió, afegint que per això no poden renovar-se completament o a la vegada; però aquesta opinió no mereix cap crèdit per no haver-se comprovat històricament.